# سرگی بیدا
سرگی بیدا (روسی: Сергей Олегович Бида؛ زادهٔ ۱۳ فوریهٔ ۱۹۹۳) شمشیرباز اهل روسیه است.